# Lukinić Brdo
 Lukinić Brdo  falu Horvátországban Zágráb megyében. Közigazgatásilag Pokupskóhoz tartozik.

## Fekvése
Zágráb központjától 27 km-re délre, községközpontjától 10 km-re északnyugatra található. Területét és népességét tekintve a község legnagyobb települése. A falu nagyobbik része a Kravarščica és a Jablan patakok völgyében, illetve a mellettük magasabban fekvő területen fekszik. Több különálló településrészből áll. A legnyugatabbra a Kravarščica felett Pisarovina irányában fekszik Skender Brdo. Velika Gorica irányában az első telep Krpečanci, jobbra a Jablan völgyében Pauni fekszik. A keleti részen egy dombháton található Batinovec, északra a Kravaščica felé Lukinić, Belečići és Žužići. A falu központjától legtávolabb van Pori. 

## Története
A település régi birtokosáról a Lukinić családról kapta a nevét. Mai kápolnájának helyén 1660 körül épült az első fakápolna, mely a többszörös megújításnak köszönhetően több mint kétszáz évig állt. 1867-ben kellett csak lebontani és helyére új, falazott kápolna épült. Ez a kápolna azonban nagyon rossz minőségű anyagból volt és néhány év után le kellett bontani. Ennek alapjaira épült a falu mai kápolnája, építői Marko és Jure Jankonić čička poljanai ácsmesterek voltak. A dubraneci Havas Boldogasszony plébániához tartozik.
A falunak 1857-ben 426, 1910-ben 697 lakosa volt. Trianon előtt Zágráb vármegye Pisarovinai járásához tartozott. 2001-ben a falunak 388 lakosa volt. 

## Lakosság
| Lakosság változása | Lakosság változása | Lakosság változása | Lakosság változása | Lakosság változása | Lakosság változása | Lakosság változása | Lakosság változása | Lakosság változása | Lakosság változása | Lakosság változása | Lakosság változása | Lakosság változása | Lakosság változása | Lakosság változása |
| ------------------ | ------------------ | ------------------ | ------------------ | ------------------ | ------------------ | ------------------ | ------------------ | ------------------ | ------------------ | ------------------ | ------------------ | ------------------ | ------------------ | ------------------ |
| 1857               | 1869               | 1880               | 1890               | 1900               | 1910               | 1921               | 1931               | 1948               | 1953               | 1961               | 1971               | 1981               | 1991               | 2001               |
| 426                | 497                | 514                | 615                | 655                | 697                | 645                | 717                | 714                | 688                | 625                | 547                | 492                | 402                | 388                |

## Nevezetességei
Keresztelő Szent János tiszteletére szentelt kápolnája 1908-ban épült. A kápolna egyhajós épület, ötszög alakú apszissal. Hosszúsága 13, szélessége 7 méter. Főoltára a buševeci Pospišil mester munkája. Harangtornya a homlokzat felőli oldalon magasodik. A homlokzat az előteret határoló nyolc oszlopon nyugszik.